# Алексей Михайлович
Алексе́й Миха́йлович Тиша́йший (9 (19) марта 1629, Москва — 29 января (8 февраля) 1676, Москва) — второй русский царь из династии Романовых (14 (24) июля 1645 — 29 января (8 февраля) 1676), сын Михаила Фёдоровича и его второй жены Евдокии, отец Петра Великого. 
Алексей Михайлович получил образование у своего воспитателя Бориса Морозова, прежде чем взойти на престол в возрасте 16 лет. Морозов, бывший также шурином Алексея Михайловича, первоначально ведал государственными делами, однако Соляной бунт в 1648 году вынудил Алексея Михайловича сослать Бориса Морозова в ссылку.
Уступил требованиям мятежников и созвал Земский собор, который в 1649 году издал Соборное уложение — новый свод законов, юридически закрепивший крепостное право. Место Морозова как придворного фаворита впоследствии занял князь Никита Одоевский, а затем патриарх Никон. В январе 1654 года Русское царство признало суверенитет над днепровскими казаками, а в мае 1655 года вступило в затяжную войну с Польшей. Это также привело к русско-шведской войне в 1656—1658 годах. По Андрусовскому перемирию в январе 1667 года, положившему конец войне с Польшей, Русское царство получило во владение Смоленск, Киев и часть Украины, лежащую к востоку от реки Днепр.
Заметным событием правления Алексея Михайловича стал раскол в Русской православной церкви. Царь поддержал усилия Никона по пересмотру русских богослужебных книг и некоторых обрядов, в течение предыдущего столетия отошедших от греческих образцов. Хотя вскоре он отдалился от Никона, изменения, инициированные Никоном, были сохранены, а противники реформы были отлучены от церкви. После опалы Никона Афанасий Ордин-Нащокин был главным советником царя, пока его место в 1671 году не занял Артамон Матвеев.
Во время правления Алексея Михайловича крестьяне стали привязаны к земле и к помещику и, таким образом, окончательно закрепощены; земским собраниям было позволено постепенно выходить из употребления, а значение профессиональной бюрократии возросло. Царь поощрял торговлю России с Западом. Недовольство его правлением сосредоточилось в городах, которые страдали от экономической конкуренции иностранцев, и среди крестьянства, лишённого последних остатков свободы. Это социальное недовольство выражалось в частых восстаниях, самым жестоким из которых было крестьянское восстание 1667—1671 годов, возглавленное Степаном Разиным.
Большинство историков сходятся во мнении, что Алексей был мягким, сердечным и популярным правителем и что его главным недостатком была слабость. На протяжении большей части его правления государственными делами занимались фавориты, некоторые из которых считаются некомпетентными.

## Биография
«Дворцовые разряды» о его рождении сообщают:

Того жъ 137 году, Марта въ 10 день, во вторникъ, во 8 часу нощи, на память святыхъ мученикъ Кондрата [и] иже съ нимъ, благовѣрному Государю Царю и Великому Князю Михаилу Ѳедоровичю всеа Русіи съ его благочестивою Царицею и Великою Княгинею Евдокеею Лукьяновною даровал ему Государю Бог сына, Царевича Князя Алексѣя Михайловича, а имя ему нар[ѣ]кли отъ роженія во 8 день, Марта 17 число, преподобного отца нашего Алексѣя человѣка Божія.
Небесным покровителем мальчика по святцам стал Алексий, человек Божий, день памяти которого отмечался 17 марта.

### Детство
До пятилетнего возраста молодой царевич Алексей оставался на попечении у царских «мам». С пяти лет под надзором Б. И. Морозова он стал учиться грамоте по букварю, затем приступил к чтению «Часослова», «Псалтыри» и «Деяний святых апостолов», в семь лет начал обучаться письму, а в девять — церковному пению. С течением времени у ребёнка (11—13 лет) составилась маленькая библиотека; из книг, ему принадлежавших, упоминаются, среди прочего, «Лексикон» и «Грамматика», изданные в Литве, а также «Космография». В числе предметов «детской потехи» будущего царя встречаются: конь и детские латы «немецкого дела», музыкальные инструменты, немецкие карты и «печатные листы» (картинки). Таким образом, наряду с прежними образовательными средствами, заметны и нововведения, которые сделаны были не без прямого влияния Б. И. Морозова. Последний, как известно, одел в первый раз молодого царя с братом и другими детьми в немецкое платье. На 14-м году жизни царевича торжественно «объявили» народу, а в возрасте 16 лет он вступил на московский престол.

### Характер и увлечения Алексея Михайловича
Со вступлением на престол царь Алексей стал лицом к лицу с целым рядом насущных вопросов, волновавших российское общество XVII века. Мало подготовленный к разрешению такого рода вопросов, он первоначально прислушивался к мнению бывшего своего дядьки Б. И. Морозова, но вскоре и сам стал принимать самостоятельное участие в делах. В этой деятельности окончательно сложились основные черты его характера. Самодержавный московский царь, судя по его собственным письмам, иностранцев (А. Мейерберга, С. Коллинза, Я. Рейтенфельса, А. Лизека) и отношениям его к окружавшим, обладал замечательно мягким, добродушным характером, был, по словам Г. К. Котошихина, «гораздо тихим». Духовная атмосфера, среди которой жил царь Алексей, его воспитание, характер и чтение церковных книг развили в нём религиозность. По понедельникам, средам и пятницам царь во все посты ничего не пил и не ел, и вообще был ревностным исполнителем церковных обрядов. К почитанию внешнего обряда присоединялось и внутреннее религиозное чувство, которое развивало у царя Алексея христианское смирение. «А мне грешному, — пишет он, — здешняя честь, аки прах». Религиозность царя также имела идеологическое наполнение. По словам британского исследователя Ф. Лонгворта, царь рассматривал себя «как икону, которой поклонялись русские люди», как «богом венчанного порфироносца», чьё «величие и благочестие должны были внушать подданным благоговение, а следовательно, и покорность».

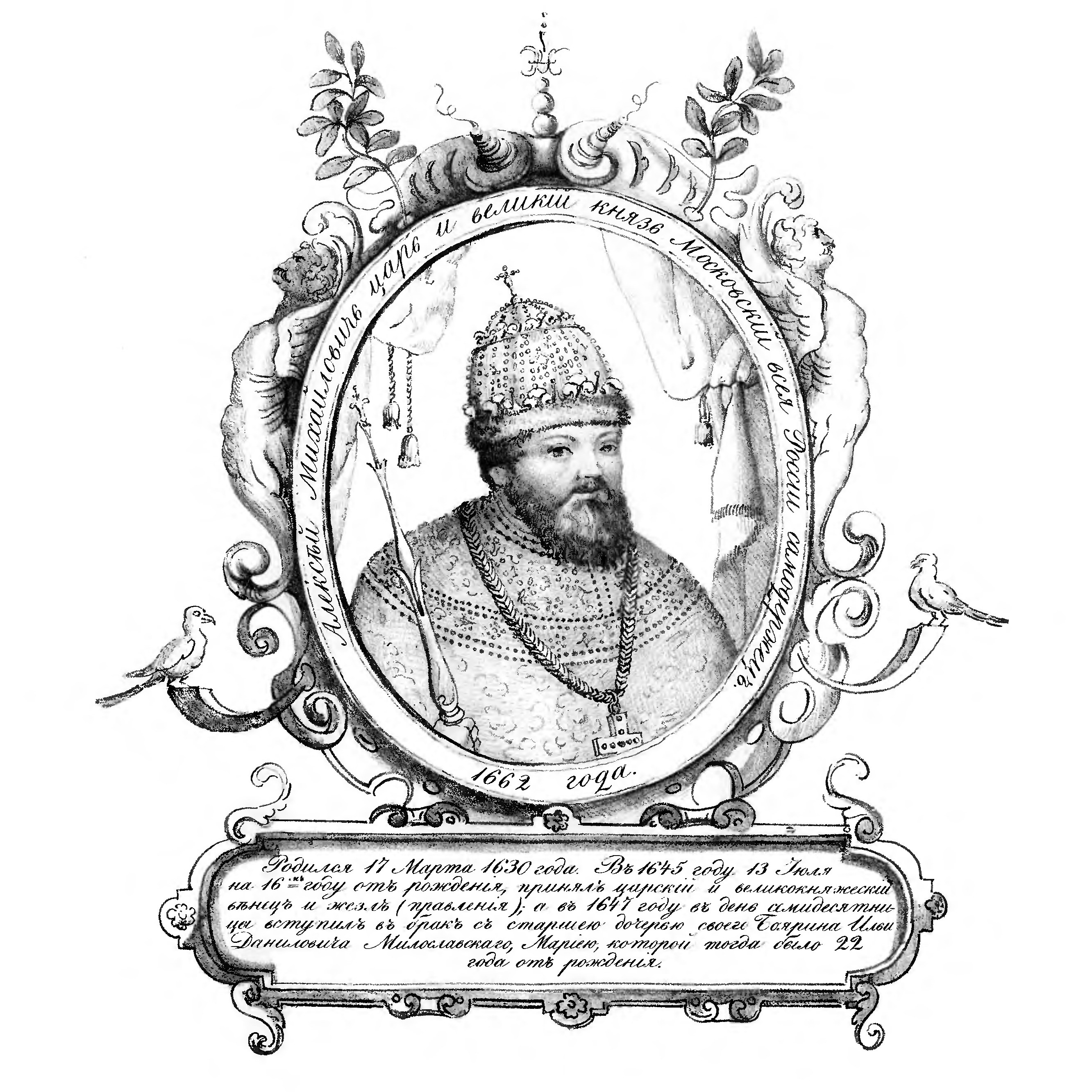
Царь Алексей Михайлович. Рисунок из альбома Мейерберга 1661 года. Русское издание XIX века.

Царское добродушие и смирение иногда, однако, сменялись кратковременными вспышками гнева. Однажды царь, которому пускал кровь немецкий «дохтур», велел боярам испробовать то же средство. Родион Стрешнев не согласился. Царь Алексей собственноручно «смирил» старика, но затем не знал, какими подарками его задобрить.
Сэмюэль Коллинз — английский врач при царском дворе — сообщал:
Забава его состоит в соколиной и псовой охоте. Он содержит больше трёхсот смотрителей за соколами и имеет лучших кречетов в свете, которые привозятся из Сибири и бьют уток и другую дичь. Он охотится на медведей, волков, тигров, лисиц или, лучше сказать, травит их собаками. Когда он выезжает, Восточные ворота и внутренняя стена города запираются до его возвращения. Он редко посещает своих подданных… Когда Царь отправляется за город или в поле для увеселений, он строго приказывает, чтобы никто не беспокоил его просьбами.

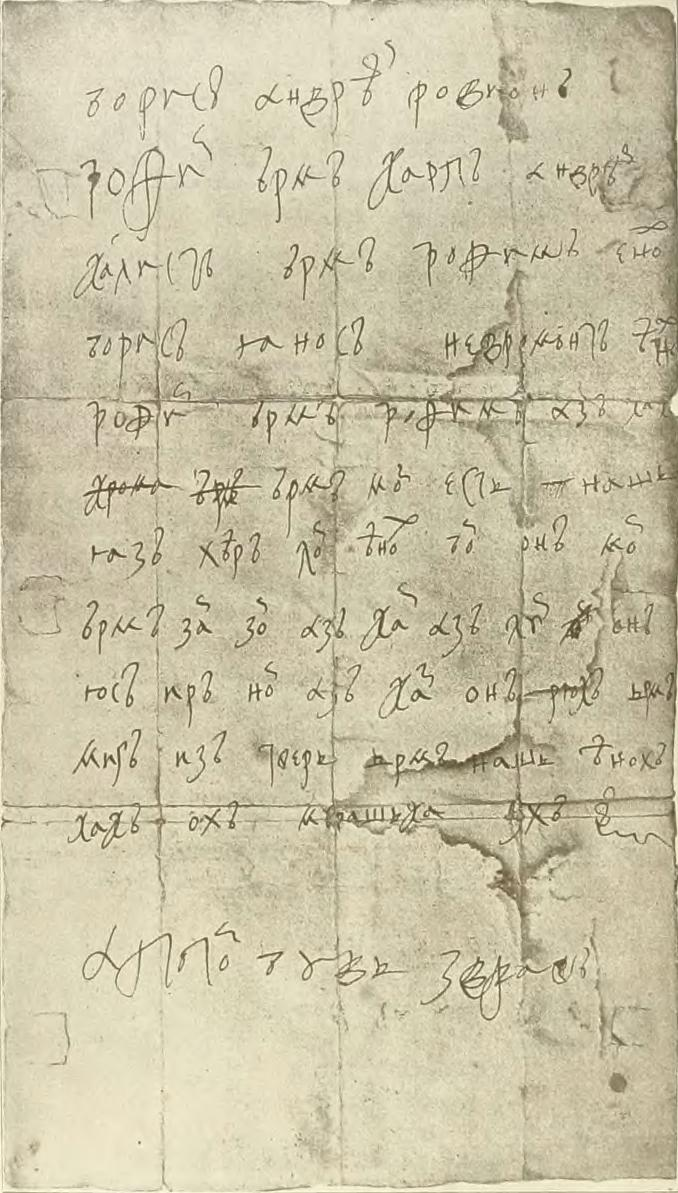
Письмо царя Алексея Михайловича своему двоюродному брату стольнику Афанасию Матюшкину, писанное тайнописью (тарабарщиной)

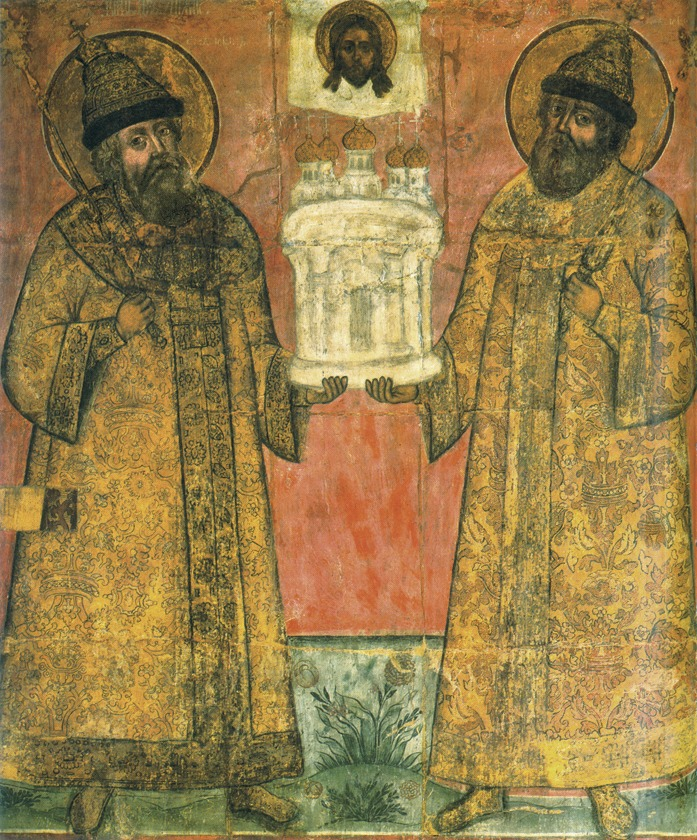
Цари Михаил Фёдорович и Алексей Михайлович, роспись Спасо-Преображенского собора, Новоспасского монастыря, 1689 г.

Вообще царь умел отзываться на чужое горе и радость; замечательны в этом отношении его письма к А. Л. Ордину-Нащокину и князю Н. И. Одоевскому. В первом письме речь идёт о предательстве сына Ордина-Нащокина Воина, бежавшего в 1660 году в Польшу. Царь соболезнует Нащокину, просит передать слова утешения его жене, выражает уверенность, что сын в конце концов вернётся домой «яко же и птица летает семо и овамо, и полетав доволно, паки ко гнезду своему прилетает». Во втором письме Алексей Михайлович сообщает Никите Одоевскому о смерти его сына Михаила, приводит подробности происшествия, уверяет, что Михаил умер «в добром покаянии», просит боярина искать утешение в религии, обещает дальнейшее покровительство роду Одоевских. Мало тёмных сторон можно отметить в характере царя Алексея. Он обладал скорее созерцательной, пассивной, а не практической, активной натурой. Он стоял на перекрёстке между двумя направлениями, старорусским и западническим, примерял их в своём мировоззрении, но не предавался ни тому, ни другому со страстной энергией Петра I. Царь был не только умным, но и образованным человеком своего века. Он много читал, писал письма, составил «Уложение сокольничья пути», пробовал писать свои воспоминания о польской войне, упражнялся в версификации (стихосложении). Он был человеком порядка по преимуществу; «делу время и потехе час» (то есть всему своё время) — писал он; или: «без чина же всякая вещь не утвердится и не укрепится».
Известно, что Алексей Михайлович лично ведал вопросами организации армии. Сохранилось штатное расписание рейтарского полка, выполненное самим государем. Секретарь датского посольства Андрей Роде свидетельствует, что государь занимался и артиллерией. Как записал он в своём дневнике 11 апреля 1659 года: «Полковник (Бауман) показал нам тоже чертеж пушки, которую изобрёл сам великий князь (царь Алексей Михайлович)». Алексей Михайлович очень интересовался европейской прессой, с которой знакомился по переводам, выполненным в Посольском приказе. Одну из статей (о том, что свергшие и казнившие своего короля англичане сильно жалеют об этом) царь лично зачёл боярам на заседании Боярской думы. С 1659 года Алексей Михайлович пытался наладить регулярную доставку в Россию иностранных газет. В 1665 году с этой целью была организована первая регулярная почтовая линия, связавшая Москву с Ригой. Царь проявлял большой интерес к разным системам тайнописи. Вновь разработанные шифры использовали в дипломатической практике. В приказе Тайных дел хранились прорисовки египетских иероглифов, выполненных по книге египтолога А. Кирхера. В круг интересов царя входила астрология. Следуя советам своего врача Сэмуэля Коллинза, он позволял на основе рекомендаций медицинской астрологии пускать себе кровь. Алексей Михайлович был настолько увлечён звёздным небом, что в начале 1670-х годов он, через руководившего Посольским приказом А. С. Матвеева, попросил датского резидента достать ему телескоп. В последние годы жизни царь увлёкся европейской музыкой. 21 (31) октября 1674 г. Алексей Михайлович устроил для себя и ближних людей пир, который сопровождался очень необычной потехой: «Играл в арганы немчин, и в сурну, и в трубы трубили, и в суренки играли, и по накрам, и по литаврам били ж во все».

### Царствование

#### Женитьба. Боярин Борис Морозов

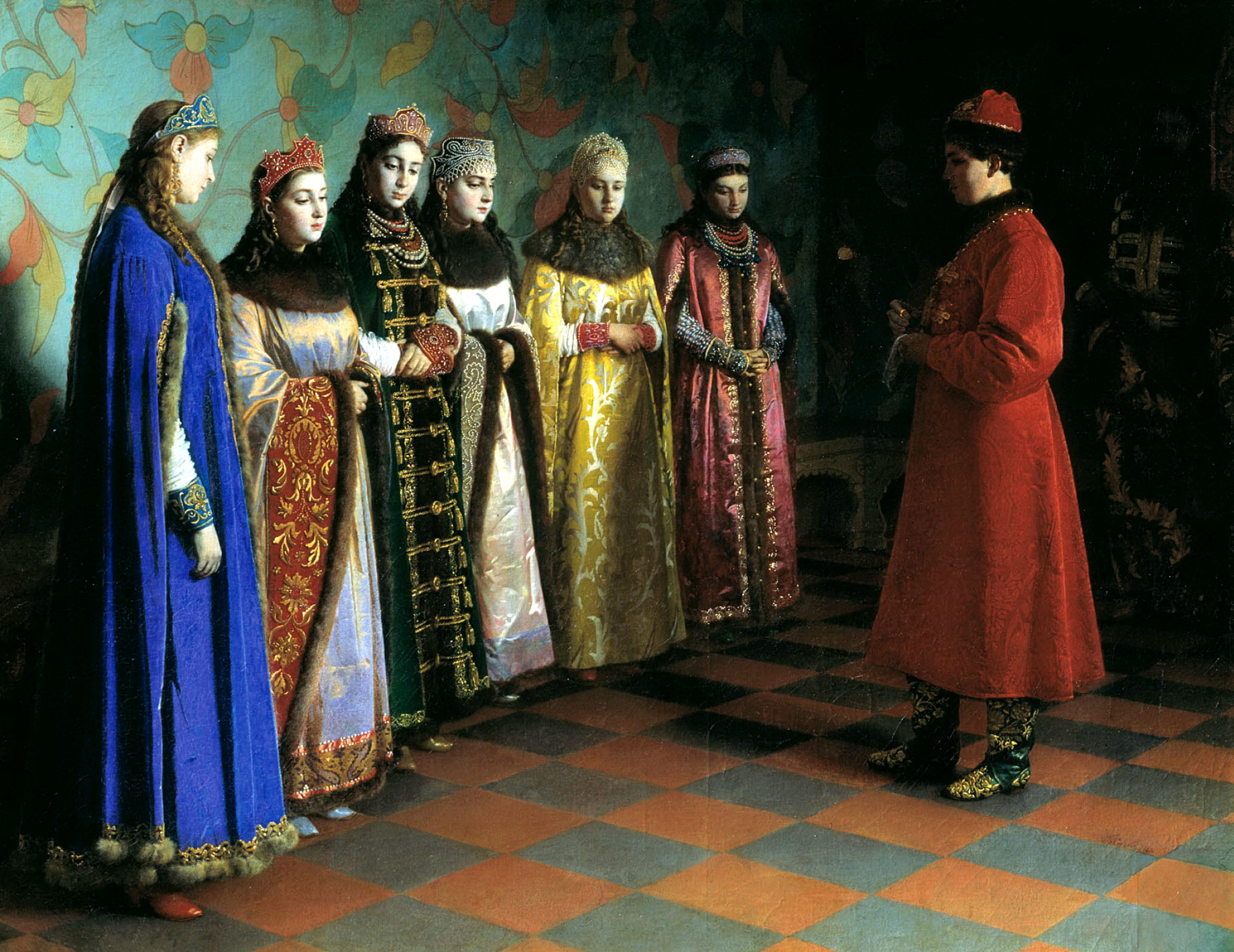
Григорий Седов. «Выбор невесты царём Алексеем Михайловичем», 1882 год.

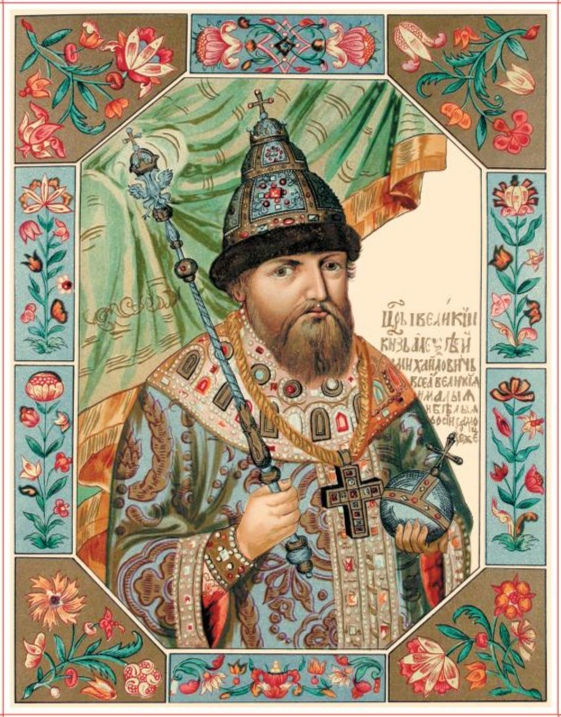
Портрет Алексея из Царского титулярника, 1672 г.

Молодой царь сильно подчинился влиянию Бориса Морозова. Задумав жениться, он в 1647 году выбрал на смотре невест себе в жёны Евфимию, дочь Рафа Всеволожского, но отказался от своего выбора благодаря интригам, в которые, вероятно, замешан был сам Б. И. Морозов. В 1648 году, 16 (26 по новому стилю) января, царь заключил брак с Марьей Ильиничной Милославской; вскоре затем Б. И. Морозов женился на её сестре Анне. Таким образом Б. И. Морозов и его тесть И. Д. Милославский приобрели первенствующее значение при дворе. К этому времени, однако, уже ясно обнаружились результаты плохого внутреннего управления Б. И. Морозова. Царским указом и боярским приговором (7 (17) февраля 1646 года установлена была новая пошлина на соль. Эта пошлина заменила не только прежнюю соляную пошлину, но и ямские и стрелецкие деньги; она превосходила рыночную цену соли — главнейшего предмета потребления — приблизительно в 1⅓ раза и вызвала сильное недовольство со стороны населения. К этому присоединились злоупотребления И. Д. Милославского и молва о пристрастии царя и правителя к иностранным обычаям. Все эти причины вызвали народный бунт (Соляной бунт) в Москве и беспорядки в других городах; (1 (11) июня 1648 года народ стал требовать у царя выдачи Б. Морозова, затем разграбил его дом и убил окольничего Л. Плещеева и думного дьяка Н. Чистого. Царь поспешил тайно отправить любимого им Б. И. Морозова в Кирилло-Белозерский монастырь, а народу выдал окольничего Траханиотова. Новая пошлина на соль отменена была в том же году. После того, как народное волнение стихло, Морозов вернулся ко двору, пользовался царским расположением, но не имел первенствующего значения в управлении.

#### Патриарх Никон
Царь Алексей возмужал и уже более не нуждался в опеке; сам он писал Никону в 1651 году, «что слово его стало во дворце добре страшно». Слова эти, однако, на деле не вполне оправдались. Мягкая, общительная натура царя нуждалась в советчике и друге. Им впоследствии и стал Никон. Будучи в то время митрополитом в Новгороде, где со свойственной ему энергией он в марте 1650 года усмирял мятежников, Никон овладел доверием царским, посвящён был в патриархи (25 июля (4 августа) 1652 года и стал оказывать прямое влияние на дела государственные. Из числа последних особенное внимание правительства привлекали внешние отношения.

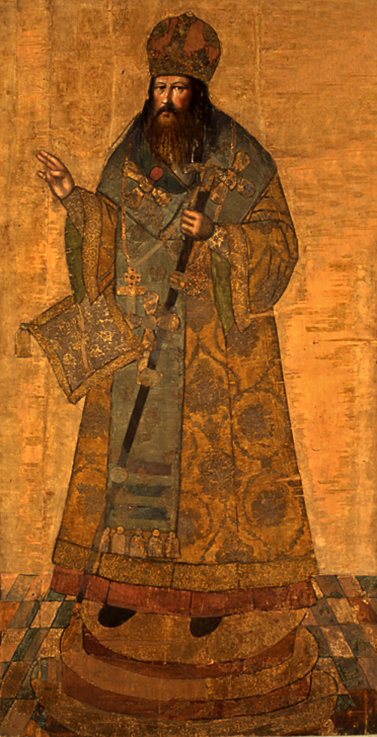
Портрет Никона работы Ивана Безмина, 1680-е

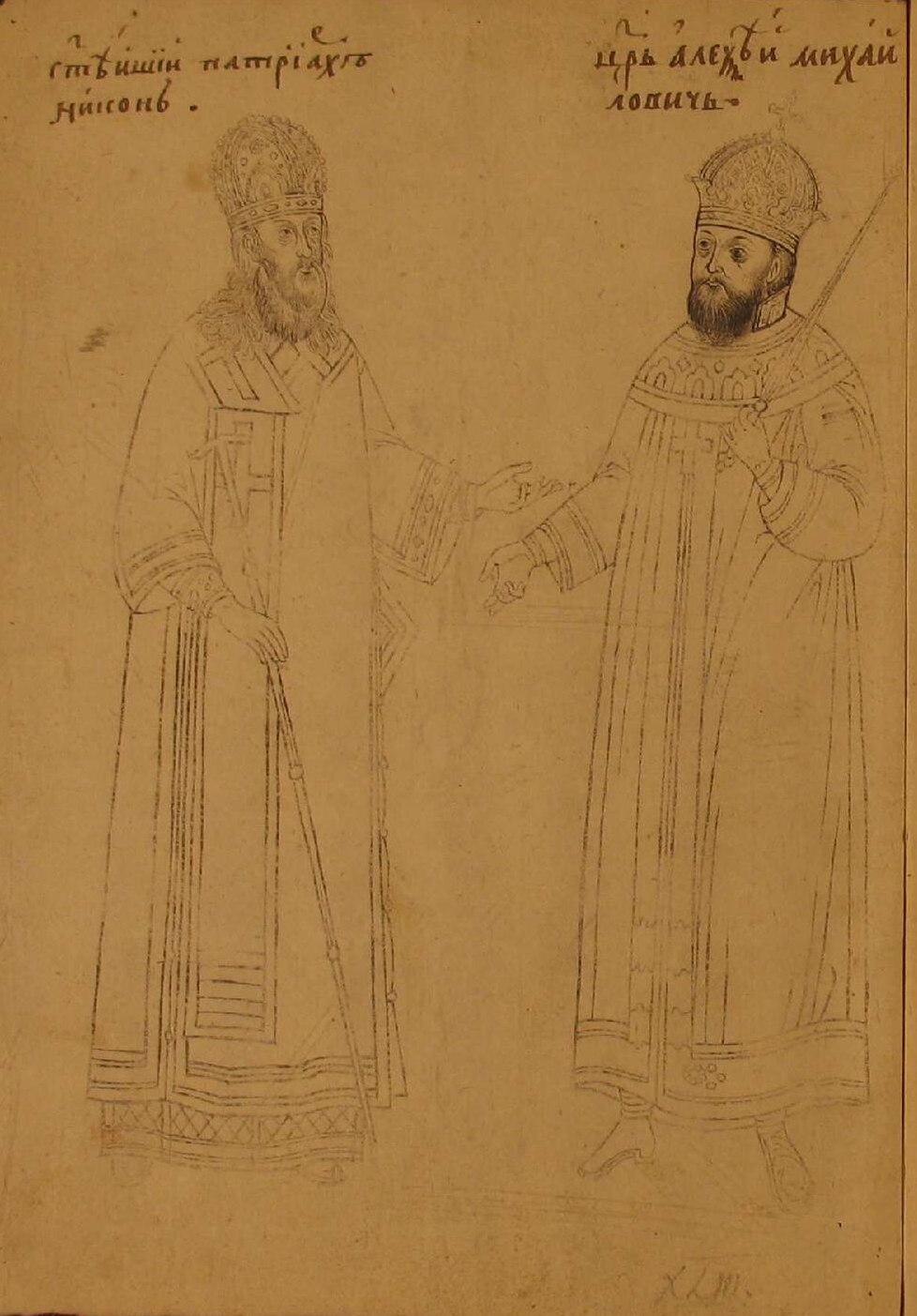
Совместный портрет патриарха Никона и Алексея Михайловича из Сийского иконописного подлинника, 2-я пол. XVII в.

Для приведения обрядов русской православной церкви к единому стандарту патриархом Никоном была задумана церковная реформа. Реформа прошла в 1653—1655 годах и касалась, в основном, церковных книг и ритуалов (осенение крестным знамением тремя пальцами вместо двух, поясные поклоны вместо земных, обход крестным ходом храмов обсолонь), а также исправлены по греческим образцам иконы и церковные книги. Созванный в 1654 году Московский собор одобрил реформу, но предложил привести действующие обряды в соответствие не только с греческой, но и с русской традицией.
Новый патриарх отдался идее всецело, наставляя молодого царя не отступаться и благословляя его на военные авантюры. Теперь уже государь работал на реформу, а не наоборот, понимая, что без завоёванных территорий Украины и Литвы церковная реформа бессмысленна. Царь слушал указания старца, но церковный раскол развязал руки сильной оппозиции патриарху в лице Ванифатьева и Неронова. Прислушиваясь к ним, и видя, что Никон сам, убеждаясь в ошибочности своих решений, разочаровался в реформе и стал отходить от государственной службы, царь перестал ходить на патриаршие богослужения в Успенском соборе и приглашать Никона на государственные приёмы. После путешествия по России, по монастырям, деревням и храмам, Никон убедился в негативном отношении населения к нововведениям. Поговорив со своим давним сподвижником, а ныне ярым противником — Нероновым, великий государь Никон, как гласит житие, покаялся и во время одной из проповедей в Успенском соборе, заявил о сложении патриарших обязанностей (с сохранением сана) и удалился в построенный под его руководством Новоиерусалимский Воскресенский монастырь. Там Никон стал ждать, пока свершится церковный суд над ним, для чего царь пригласил в Москву православных патриархов из других стран.
Для суда над Никоном в 1666 году был созван Большой Московский собор, на который патриарха привезли под охраной. Царь заявил, что Никон без разрешения царя оставил церковь и отрёкся от патриаршества, тем самым давая понять, кому принадлежит реальная власть в стране. Присутствовавшие церковные иерархи поддержали царя и осудили Никона, благословив лишение его сана патриарха и вечное заточение в монастырь. Одновременно Собор 1666—1667 годов поддержал церковную реформу и предал проклятию всех её противников, которые стали именоваться раскольниками. Участники Собора постановили передать лидеров старообрядцев в руки властей. Таким образом, реформы Никона и Собор 1666—1667 годов положили начало расколу в Русской Православной Церкви.

#### Военная реформа
В 1648 году, используя опыт создания полков иноземного строя в период царствования своего отца, Алексей Михайлович начал реформу армии.
В ходе реформы 1648—1654 годов были усилены и увеличены лучшие части «старого строя»: элитная московская поместная конница Государева полка, московские стрельцы и пушкари. Главным направлением реформы стало массовое создание полков нового строя: рейтарских, солдатских, драгунских и гусарского. Эти полки составили костяк новой армии царя Алексея Михайловича. Для выполнения целей реформы на службу было нанято большое количество европейских военных специалистов. Это стало возможным из-за окончания Тридцатилетней войны, что создало в Европе колоссальный для тех времён рынок военных профессионалов.

#### Дела в Гетманщине. Польская война

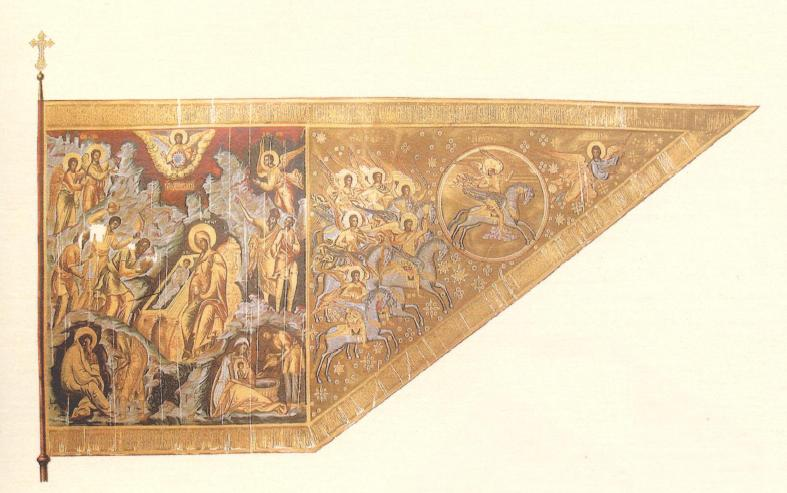
Знамя Большого полка Великого государя царя Алексея Михайловича 1654 года

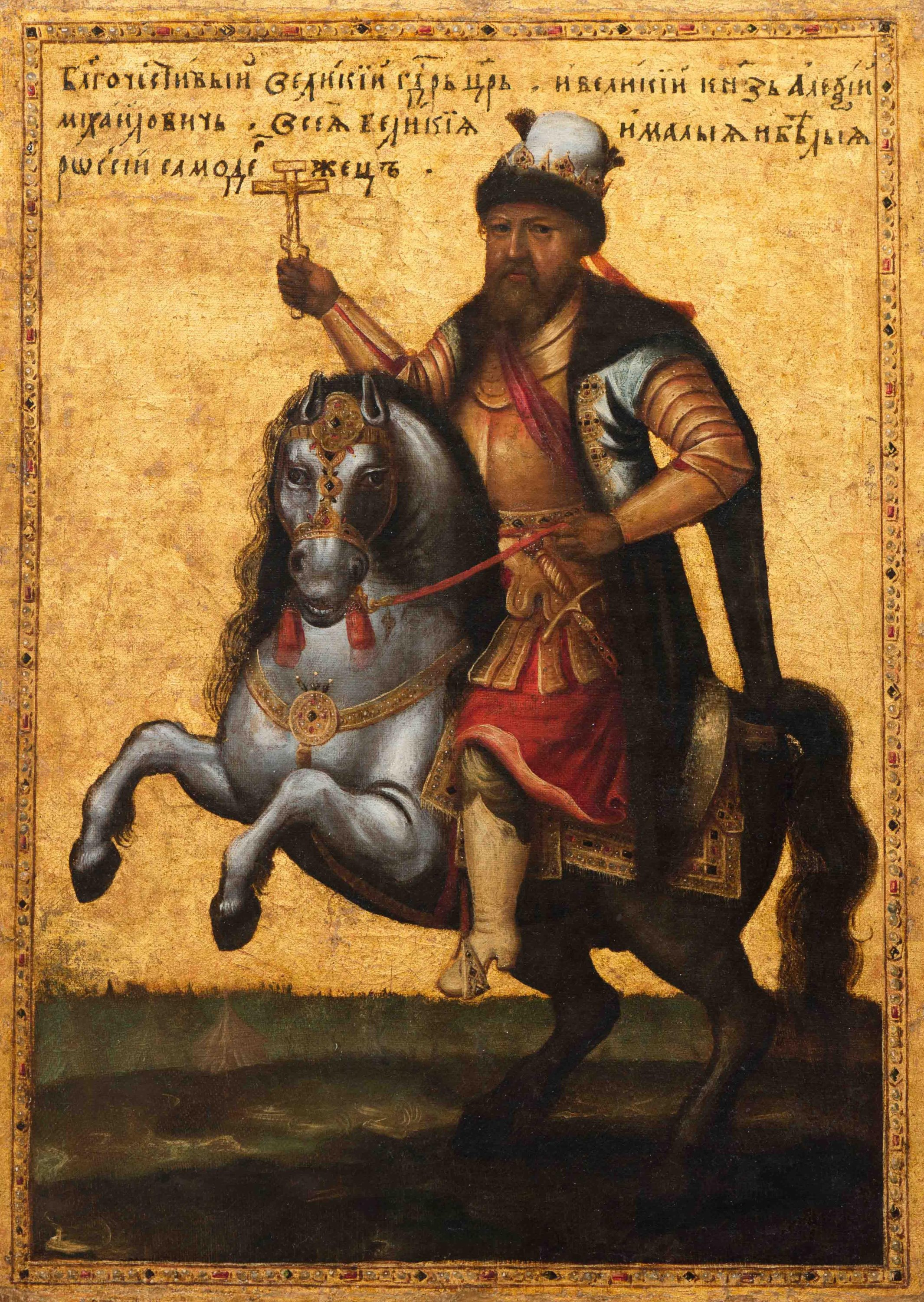
Портрет Алексея Михайловича на коне, 1670-е.

Ещё в конце 1647 года казацкий сотник Богдан-Зиновий Хмельницкий бежал с Поднепровской Украины в Запорожье, а оттуда в Крым. Вернувшись с татарским войском и избранный в гетманы казацкой радой, он поднял восстание, охватившее всю Украину, разгромил польские войска при Жёлтых Водах, Корсуни, Пиляве. После этих первых побед, 8 (18) июня 1648 года, Хмельницкий отправил Алексею Михайловичу письмо с просьбой принять в подданство запорожских казаков. Затем осадил Замостье и под Зборовом заключил выгодный мир. После поражения под Берестечком он согласился под Белой Церковью на мир гораздо менее выгодный, чем Зборовский. В феврале 1651 года был созван Земский собор, где, в числе прочего, было объявлено о желании Хмельницкого и запорожцев перейти в русское подданство. В течение всего этого времени Алексей Михайлович занимал выжидательную политику: он не помогал ни Хмельницкому, ни Речи Посполитой.
Белоцерковский мир стал причиной новых волнений на Украине; гетман был вынужден нарушить все условия и в третий раз обратиться с просьбой о помощи к «царю восточному, православному». На Земском соборе, созванном по этому поводу в Москве, (1 (11) октября 1653 года), решено было принять казаков в подданство и объявлено о скорой войне с Польшей. Царь счёл нужным объяснить причины войны французскому королю Людовику XIV, отправив к нему в конце года гонца Мачехина, добравшегося в Париж лишь в октябре 1654 года.

18 мая 1654 года сам царь выступил в поход, съездив помолиться в Троице-Сергиеву лавру и Саввино-Сторожевский монастырь. Свидетель событий так описывал царя, который выехал во главе войска: 
Ехал сам царь, окруженный 24 алебардистами, из коих два предшествующие несли два палаша. Царь в богатой броне, сверх которой была у него короткая одежда, украшенная золотыми позументами, на груди открытая, чтобы можно было видеть броню. Поверх этой одежды, у него было другое одеяние, чрезвычайно длинное, отовсюду висячее, с одной только стороны закрытое, шитое золотом: на этом одеянии видны были три большие выпуклости, усаженные драгоценными камнями и жемчугом. На голове у него был шлем, вверху, по старинной форме, заостренный, а на нём было царское золотое яблоко с крестом, усаженным также драгоценными камнями. Спереди каски был солитер, вправленный крупный драгоценный камень, ценимый в несколько тысяч.
В ходе успешного государева похода 1654 года был осаждён и взят Смоленск, а также целый ряд городов Великого княжества Литовского в нынешней восточной Беларуси. Боевые действия проходили на фоне разыгравшейся в тылу масштабной эпидемии чумы, унёсшей большое количество жизней. Весной 1655 года предпринят был новый поход. 30 июля царь совершил торжественный въезд в Вильну и принял титул «государя Полоцкого и Мстиславского», а затем, когда взяты были Ковно и Гродно, «великого князя Литовского, Белой России, Волынского и Подольского». В ноябре царь вернулся в Москву. В это время успехи шведского короля Карла X, завладевшего Познанью, Варшавой и Краковом, изменили ход военных действий. В Москве стали опасаться усиления Швеции за счёт Польши. С целью занять денег для ведения войны с Польшей и Швецией Алексей Михайлович направил в 1656 году в Венецию дипломата Ивана Чемоданова, но его посольство не выполнило своей задачи. Осенью 1656 года с Речью Посполитой было заключено Виленское перемирие.

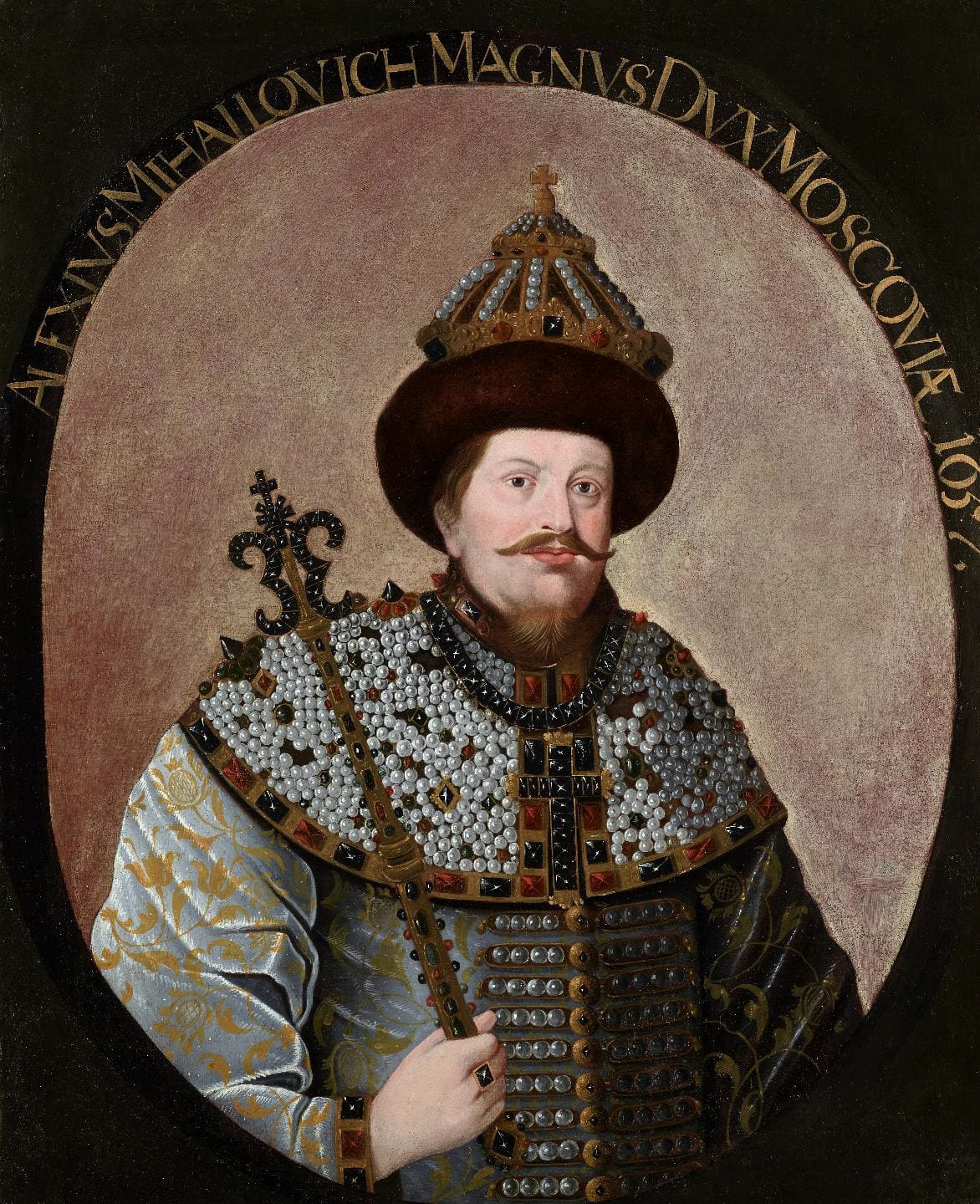
Портрет 1657 г.

(15 (25) июля 1656 года царь двинулся в поход в Ливонию и по взятии Динабурга и Кокенгузена осадил Ригу. Осада снята была из-за слуха, что Карл Х идёт в Ливонию. Дерпт был занят московскими войсками. Царь отступил в Полоцк и здесь дождался перемирия, заключённого в Вильне (24 октября (3 ноября) 1656 года. В 1657—1658 годах военные действия продолжились с переменным успехом. (20 (30) декабря 1658 года было заключено Валиесарское перемирие со шведами сроком на три года, по которому Россия удержала часть завоёванной Ливонии (с Дерптом и Мариенбургом). Окончательный мир заключён в Кардисе в 1661 году. По этому миру Россия уступила все завоёванные места. Невыгодные условия Кардисского мира вызваны были смутами в Гетманщине и новой войной с Польшей.

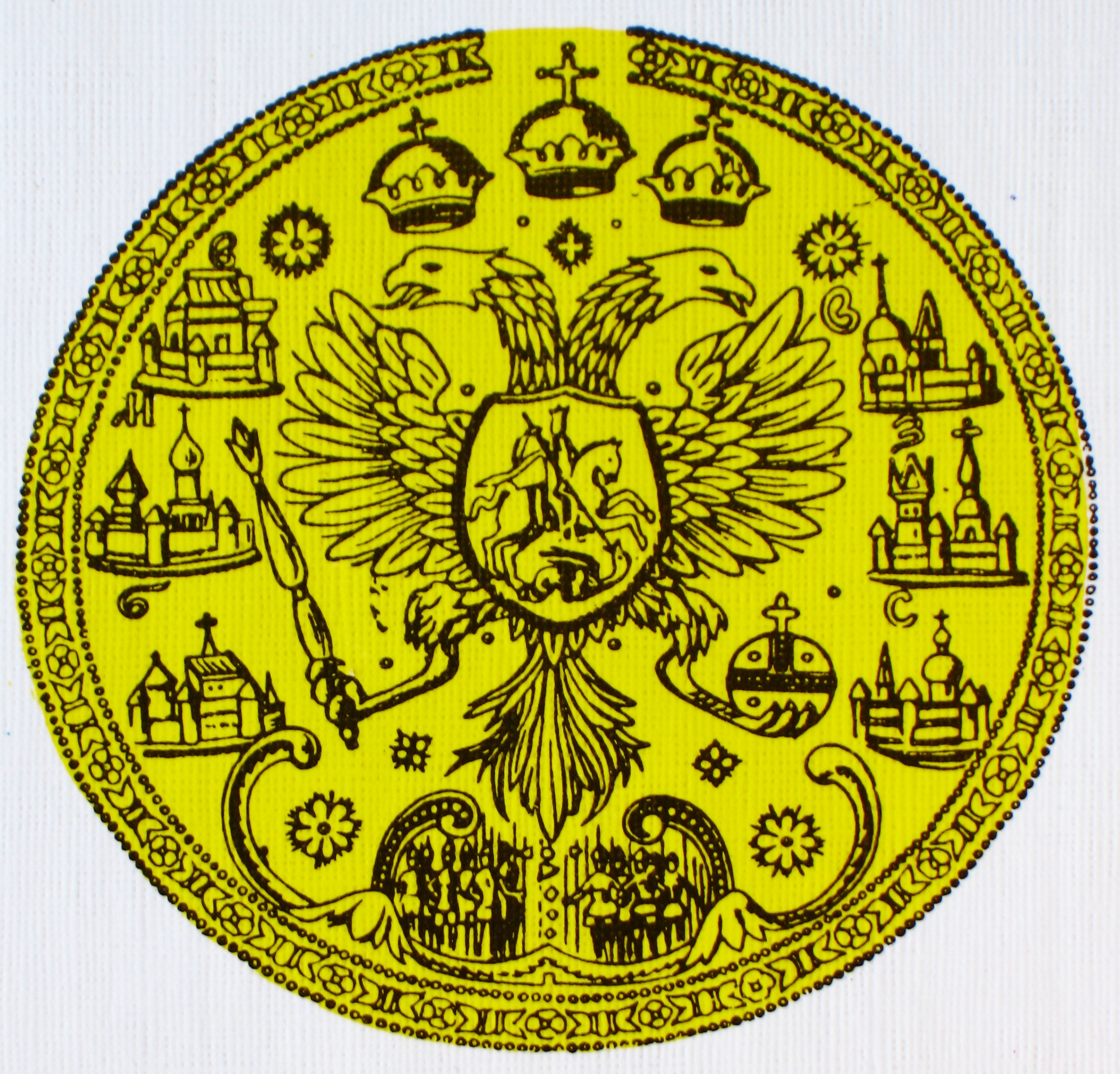
Большая государственная печать Алексея Михайловича. 1667

После смерти Богдана Хмельницкого в июле 1657 года на Чигиринской раде казацкая старшина возложила гетманские обязанности на Ивана Выговского, но только до достижения Юрием Хмельницким полнолетия.
На Корсунской раде 21 октября 1657 года в атмосфере острых противоречий Иван Выговский был избран гетманом Войска Запорожского. «Яркая, но противоречивая личность нового гетмана могла только усилить смуту на Украине. С одной стороны, в условиях, когда Украина всё ещё вела войну с Польшей, стать признанным всеми лидером корыстолюбивый писарь, не „природный казак“, а купленный у татар за лошадь „лях“, вдобавок женатый на дочери польского магната, — не мог. Но с другой стороны, с 1648 года он служил генеральным писарем и, являясь ближайшим к Богдану Хмельницкому доверенным лицом, был единственным человеком на Украине, посвящённым во все внутренние и внешние политические проблемы. Таким образом, уже само избрание И. Выговского гетманом вызывало много противоречий и не могло создать единства на Украине». Уже в октябре 1657 года гетман столкнулся с мощной оппозицией. Гетману удалось разгромить оппозиционеров, во главе которых стояли полтавский полковник Мартын Пушкарь и кошевой атаман Яков Барабаш. Но противоречия внутри казацкого общества продолжали накаляться. Гетман Выговский присягнул Речи Посполитой и начал нападения на Киев и другие города. В ответ правительство ввело на территорию Войска Запорожского войска Белгородского разряда и гетман Выговский вновь поклялся в верности царю. Вскоре выговцы, при поддержке польских войск, вновь начали военные действия. В Конотопской битве 28 июня (8 июля) 1659 года победу одержал Выговский. Исход Конотопской битвы, тем не менее, не укрепил положение Выговского в продолжающейся гражданской войне в Гетманщине и не предотвратил его скорое свержение.
В гражданской войне, в которой Выговского поддерживала польская корона, а за спиной пребывавшего на Сечи Юрия Хмельницкого стояли опытные полковники его отца Иван Богун, Иван Сирко, Яким Сомко, активно поддерживаемые царём Алексеем Михайловичем, победу одержали сторонники союза с Россией, и Выговский был вынужден сложить гетманскую булаву в пользу политически малоактивного Юрия Хмельницкого, который впоследствии постригся в монахи и ушёл в монастырь.

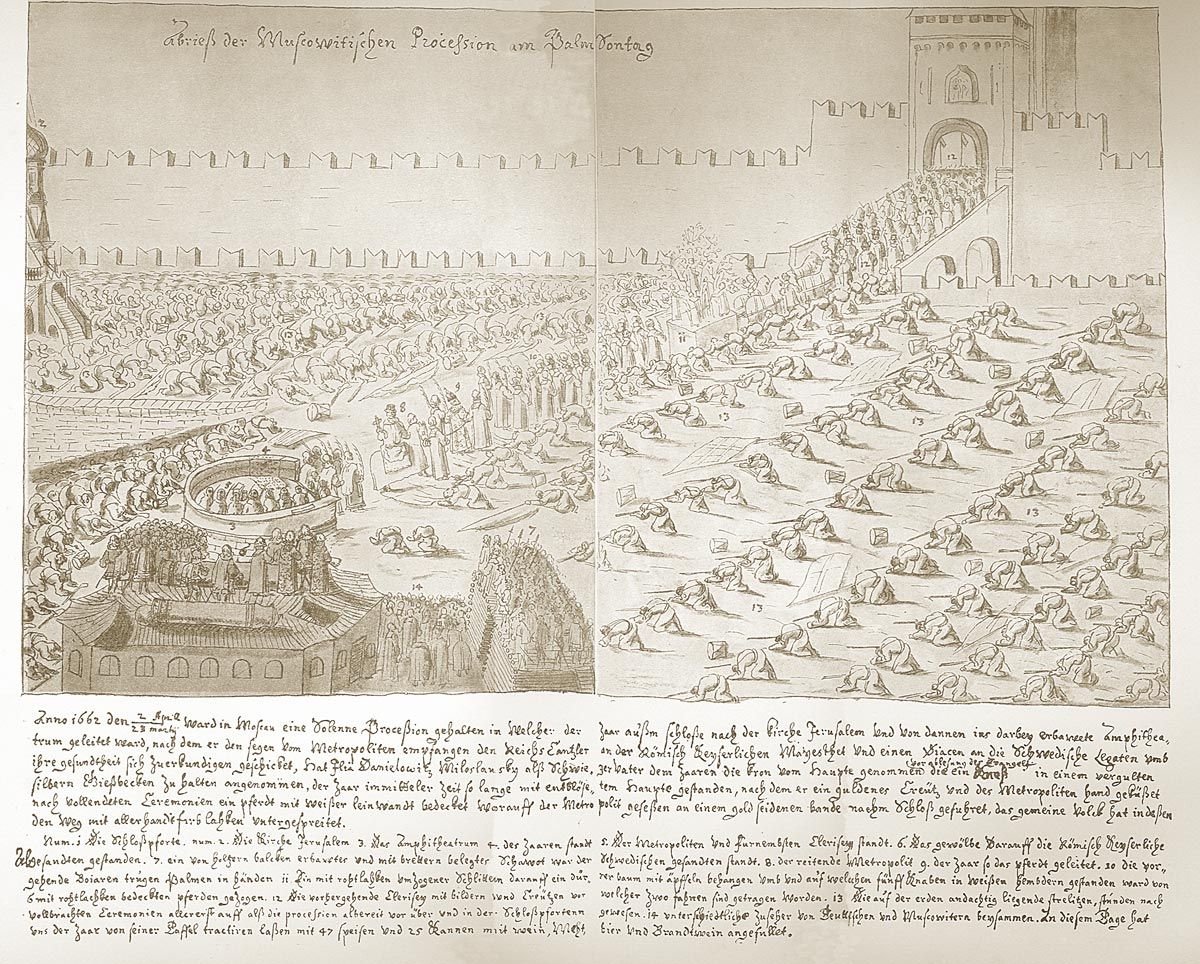
Шествие на осляти, рисунок из Альбома Мейерберга, 1660-е

Воспользовавшись смутами в Гетманщине, Польша отказалась признавать Алексея Михайловича наследником польского престола и не уступала Москве её завоеваний. Следствием этого была вторая польская война. В июне 1660 года князь И. Хованский потерпел поражение у Полонки, в сентябре — Шереметев под Чудновым. Дела приняли ещё более опасный оборот благодаря продолжавшимся в Гетманщине смутам. П. Тетеря присягнул королю, который явился на левой стороне Днепра, но после неудачной осады Глухова в начале 1664 года и успешных действий его противников — И. Брюховецкого, избранного гетманом на левой стороне Днепра, и князя Ромодановского — ушёл за Десну. А. Ордин-Нащокин советовал царю отказаться от Гетманщины и обратиться на Швецию. Алексей Михайлович отклонил это предложение; он не терял надежды. Благоприятному исходу борьбы способствовали внутренние беспорядки в Польше и переход гетмана П. Дорошенко, преемника Тетери, в подданство турецкому султану. 13 (23) января 1667 года заключён был мир в деревне Андрусов. Царь Алексей Михайлович по этому миру приобрёл Смоленск, Северскую землю, левую сторону Днепра и, кроме того, Киев на два года.
Во время войн 1654—1658 годов царь часто отсутствовал в Москве, находился, следовательно, вдали от Никона и присутствием своим не сдерживал властолюбия патриарха. Вернувшись из походов, он стал тяготиться его влиянием. Враги Никона воспользовались охлаждением к нему царя и непочтительно стали относиться к патриарху. Горделивая душа архипастыря не могла снести обиды; 10 (20) июля 1658 года он отказался от своего сана и уехал в Воскресенский монастырь. Государь, однако, не скоро решился покончить с этим делом. Лишь в 1666 году на духовном соборе под председательством александрийского и антиохийского патриархов Никон был лишён архиерейского сана и заточён в Белозерский Ферапонтов монастырь. В тот же период войн (1654—1667 годы) царь Алексей Михайлович лично побывал в Витебске, Полоцке, Могилёве, Ковно, Гродно, особенно в Вильно, и здесь ознакомился с новым образом жизни; по возвращении в Москву он сделал перемены в придворной обстановке. Внутри дворца появились обои («золотые кожи») и мебель на немецкий и польский образец. Снаружи резьба стала фигурной, во вкусе рококо, а не только лишь на поверхности дерева по русскому обычаю.

#### Монетная реформа

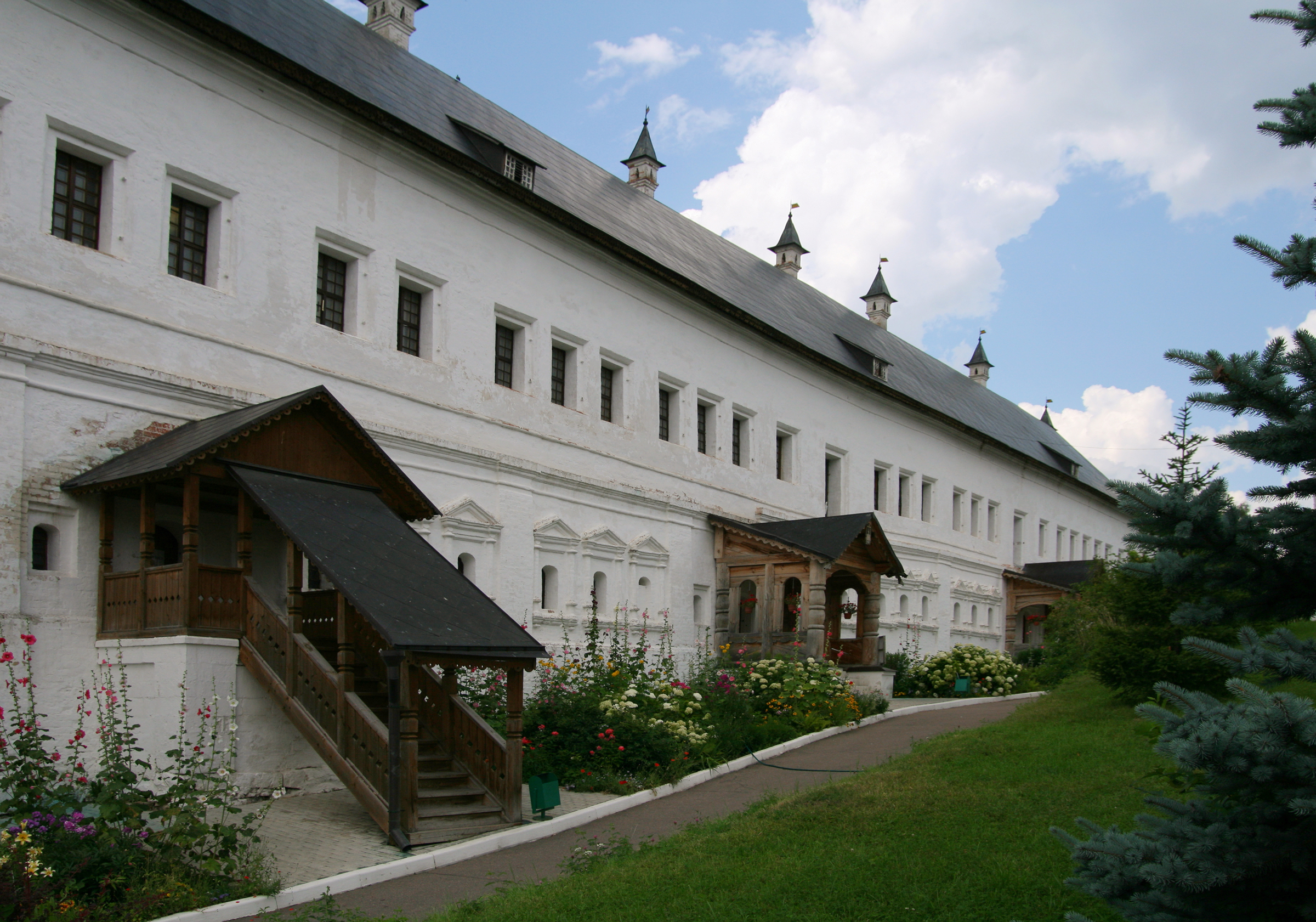
Палаты (дворец) Алексея Михайловича в Саввино-Сторожевском монастыре

В 1654 году царь распорядился из накопленных в казне талеров отчеканить рубли. На одной стороне был изображён орёл в квадрате (картуше) и в орнаментах, дата буквами и надпись «рубль». На другой стороне царь-всадник на скачущем коне, по кругу надпись: «Божиею милостию великий государь, царь и великий князь Алексей Михайлович всея Великия и Малыя России». В связи со сложностью изготовления штемпелей не удалось перечеканить все имеющие талеры. В 1655 году талеры стали надчеканивать с одной стороны двумя штемпелями (прямоугольным с датой «1655» и круглым штемпелем копейки (всадник на коне). Такая монета получила название «Ефимок с признаком». Ефимок и рубль приравнивались к 64 копейкам (по весу), хотя ранее цена варьировалась от 40 до 60 копеек. Разрубленный на четыре части талер надчеканивали, таким образом появилась в обращение четвертина (полуполтинник). Была введена ещё монета полуефимок (разрубленный пополам талер с надчеканом). «Ефимок с признаком» и его доли (полуефимок и четвертина) имели хождение в основном на Украине.

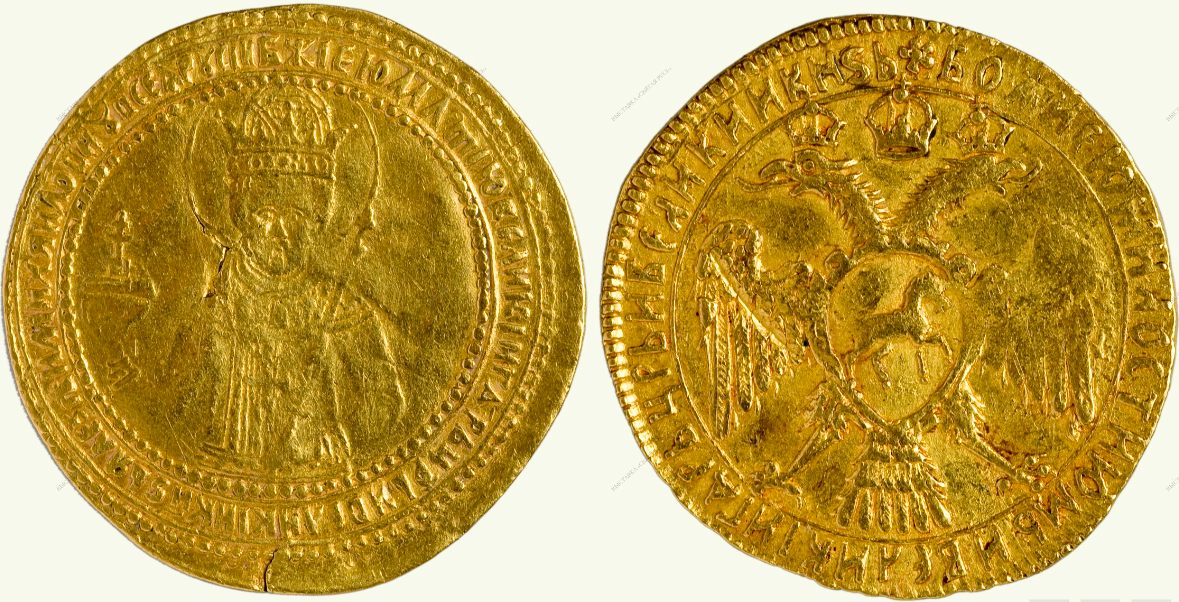
Золотой Угорский Алексея Михайловича.

Был введён в обращение медный полтинник. Надпись на полтиннике вокруг всадника на идущем коне: «Божиею милостию царь и великий князь Алексей Михайлович всея Руси». На рублях и полтинниках присутствовала дата славянской цифирью (буквами) в переводе «лета 7162», то есть по летоисчислению от Сотворения Мира.
Собирание налогов было велено производить серебром, а выплаты из казны — медными монетами. Таким образом царь быстро пополнил казну серебром. Однако, крестьяне отказывались продавать зерно, а купцы — товары за медь, следствием чего стал медный бунт. Впоследствии медные монеты были изъяты из обращения.
Денежная реформа Алексея Михайловича считается неудачной, и только при Петре Первом началась чеканка монет, по качеству не уступающих европейским монетам.

#### Участие в выборах короля Речи Посполитой
Основная статья: Королевские выборы в Речи Посполитой (1669)
В 1669 году русский царь Алексей Михайлович принимал участие в королевских выборах в Речи Посполитой, также в них участвовал его сын Фёдор. Однако русские кандидаты не смогли одержать победу по причине того, что местная шляхта решила не избирать на трон иностранцев. Победа досталась кандидату Михаилу Корибуту Вишневецкому.

#### Внутренние беспорядки

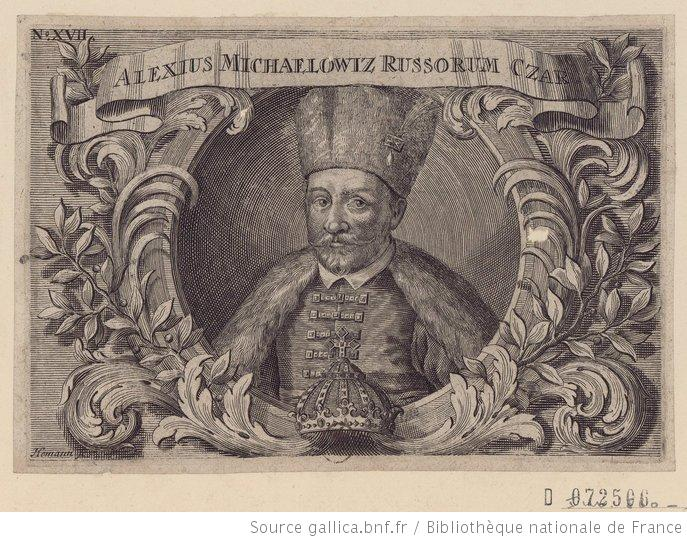
Царь Алексей Михайлович. Гравюра XVII века. Редкое изображение государя в повседневной одежде

В период войны с Польшей и после неё правительство должно было обратить внимание на новые внутренние беспорядки — Башкирское восстание, Соловецкое возмущение и восстание Разина.
С падением Никона не уничтожено было главное его нововведение: исправление церковных книг. Многие священники и монастыри не согласились принять эти новшества. Особенно упорное сопротивление оказал Соловецкий монастырь; осаждённый с 1668 года, он взят был воеводой Мещериновым 22 января (1 февраля) 1676 года. Мятежники были перевешаны.
В то же время на юге поднял бунт донской казак Степан Разин. Ограбив караван гостя Шорина в 1667 году, Разин двинулся на Яик, взял Яицкий городок, грабил персидские суда, но в Астрахани принёс повинную. В мае 1670 года он снова отправился на Волгу, взял Царицын, Чёрный Яр, Астрахань, Саратов, Самару и поднял черемис, чувашей, мордву, татар, но под Симбирском разбит был князем Юрием Барятинским, бежал на Дон и, выданный атаманом Корнилом Яковлевым, казнён в Москве 6 (16) июня 1671 года.
Вскоре после казни Разина началась война с Турцией из-за Малороссии. Иван Брюховецкий изменил Москве, но и сам был убит приверженцами Петра Дорошенко. Последний стал гетманом обеих сторон Днепра, хотя управление левой стороной поручил наказному гетману Демьяну Многогрешному. Многогрешный избран был в гетманы на раде в Глухове (в марте 1669 года), снова перешёл на сторону Москвы, но свергнут старшинами и сослан в Сибирь. На его место в июне 1672 года избран Иван Самойлович. Между тем турецкий султан Мехмед IV, которому поддался Дорошенко, не хотел отказаться и от левобережной Украины. Началась война, в которой прославился польский король Ян III Собеский, бывший коронным гетманом. Война окончилась 20-летним миром лишь в 1681 году.

#### Итоги царствования Алексея Михайловича

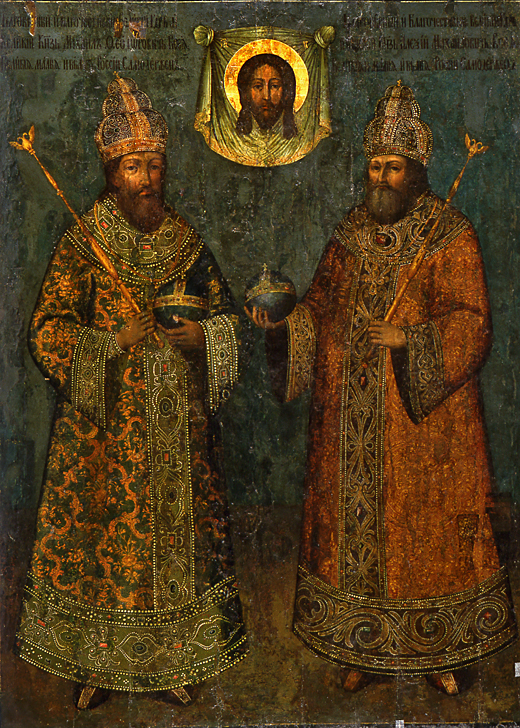
Спас нерукотворный с предстоящими царями Михаилом Фёдоровичем и Алексеем Михайловичем, 1678 г.

Из внутренних распоряжений при царе Алексее можно выделить следующее:
- запрет беломестцам (монастырям и лицам, находившимся на государственной, военной или гражданской службе) владеть чёрными, тяглыми землями и промышленными, торговыми заведениями (лавками и проч.) на посаде;
- окончательное прикрепление тяглых классов, крестьян и посадских людей, к месту жительства; переход воспрещён был в 1648 году не только крестьянам-хозяевам, но и детям их, братьям и племянникам (по Соборному Уложению 1649 года).
- основаны новые центральные учреждения: приказы Тайных дел (не позже 1658), Хлебный (не позже 1663), Рейтарский (с 1651), Счётных дел (упоминается с 1657 года), занятый проверкой прихода, расхода и остатков денежных сумм, Малороссийский (упоминается с 1649 года), Литовский (1656—1667), Монастырский (1648—1677 годы).

В финансовом отношении сделано также несколько преобразований:
- в 1646 году и следующих годах совершена перепись тяглых дворов с их совершеннолетним и несовершеннолетним населением мужского пола;
- сделана неудачная вышеуказанная попытка введения новой соляной пошлины;

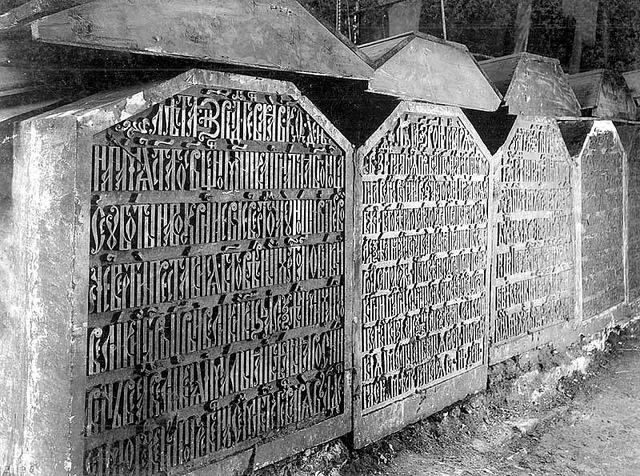
Архангельский собор. Перспектива торцов надгробий царя Алексея Михайловича (1629—1676), царевича Алексея Алексеевича (1654—1670), царя Михаила Фёдоровича (1596—1645), царевичей-младенцев Василия и Ивана Михайловичей. Фотография К. А. Фишера. 1905 г. Из коллекций Музея архитектуры им. А. В. Щусева.

- указом от 30 апреля 1653 года запрещено было взимать мелкие таможенные пошлины (мыт, проезжие пошлины и годовщину) или отдавать их на откуп и велено было зачислить в рублёвые пошлины, взимаемые в таможнях;
- в начале 1656 года (не позже 3 марта) ввиду недостатка денежных средств выпущены медные деньги. Вскоре (с 1658 года) медный рубль стал цениться в 10, 12, а в 1660-х годах даже в 20 и 25 раз дешевле серебряного; наступившая вследствие этого страшная дороговизна вызвала народный мятеж (Медный бунт) 25 июля 1662 года. Мятеж усмирён обещанием царя наказать виновных и высылкой стрелецкого войска против мятежников.
- указом от 19 (29) июня 1667 года велено было приступить к постройке кораблей в селе Дединове на Оке; впрочем, выстроенный тогда же корабль совершил лишь одно трёхмесячное плавание до Астрахани и в дальнейшем не использовался.

В области законодательства:
- составлено и издано Соборное уложение (печаталось в 1-й раз 7—20 мая 1649 года) и пополняющие его в некоторых отношениях: Новоторговый устав 1667 года, Новоуказные статьи о разбойных и убийственных делах 1669 года, Новоуказные статьи о поместьях 1676 года, воинский устав 1649 года.

- Соборным уложением, между прочим, отменялось положение указа 1634 года царя Михаила Романова о смертной казни «тем людям, у кого табак объявится».

- При царе Алексее продолжалось движение в Сибирь. Прославились в этом отношении: А. Булыгин, О. Степанов, Е. Хабаров и другие. Основаны: Симбирск (1648 год), Нерчинск (1658 год), Иркутск (1661 год), Пенза (1663 год), Кунгур (1663 год), Селенгинск (1665 год).

#### Смерть
В последние годы правления царя Алексея при дворе особенно возвысился Артамон Сергеевич Матвеев. 22 января (1 февраля) 1671 года — через два года после смерти Марии Милославской (4 (14) марта 1669 года) — царь женился на его родственнице, Наталье Нарышкиной. Матвеев, поклонник западноевропейских обычаев, давал театральные представления, на которые ходил не только сам царь, но и царица, царевичи и царевны (например, 2 (12) ноября 1672 года в селе Преображенском). 1 (11) сентября 1674 года царь объявил своего сына Фёдора наследником престола. 30 января (9 февраля) 1676 года царь Алексей Михайлович скончался от сердечного приступа на 47-м году жизни.

### Браки и дети

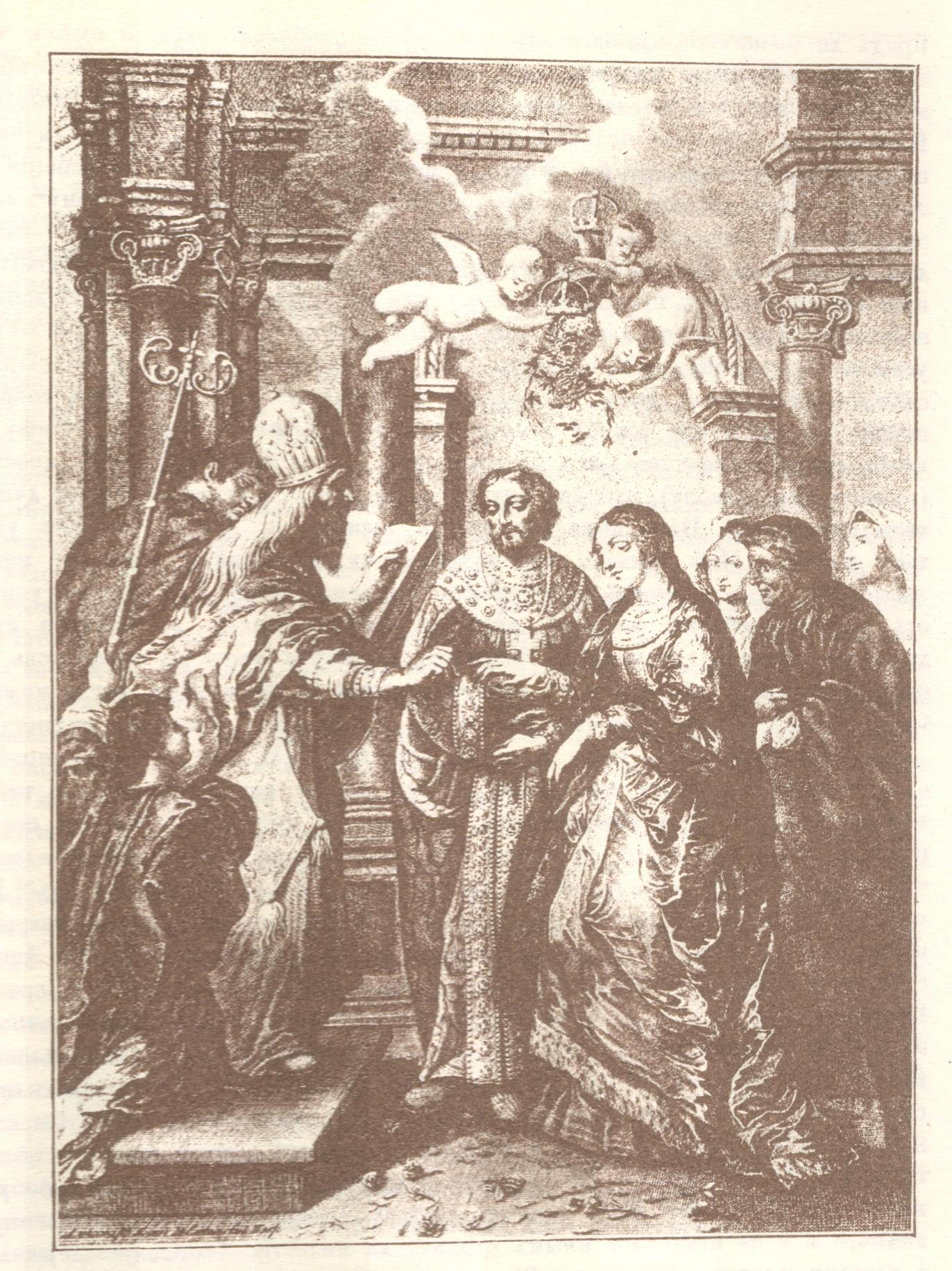
Свадьба царя Алексея Михайловича и Натальи Нарышкиной. Гравюра XVII века

Алексей Михайлович был отцом 16 детей от двух браков. Трое из его сыновей впоследствии царствовали. Ни одна из дочерей Алексея Михайловича не вышла замуж.
- Мария Ильинична Милославская (13 детей):
  -  Дмитрий (22 октября (1 ноября) 1648 — 6 (16) октября 1649) — умер младенцем.[19]
  - Евдокия (17 (27) февраля 1650 — 10 (21) мая 1712) — незамужняя.
  - Марфа (26 августа (5 сентября) 1652 — 19 (30) июня 1707) — незамужняя, в 46 лет приняла монашеский постриг с именем Маргарита.
  - Алексей (5 (15) февраля 1654 — 17 (27) января 1670) — умер в 15 лет.
  -  Анна (23 января (2 февраля) 1655 — 8 (18) мая 1659) — скончалась в детском возрасте.
  - Софья (17 (27) сентября 1657 — 3 (14) июля 1704) — регентша России (1682—1689).
  - Екатерина (27 ноября (7 декабря) 1658 — 1 (12) мая 1718) — незамужняя, крестила в православие будущую Екатерину Ι.
  - Мария (18 (28) января 1660 — 9 (20) марта 1723) — незамужняя.
  -  Фёдор III (30 мая (9 июня) 1661 — 27 апреля (7 мая) 1682) — царь (1676—1682).
  - Феодосия (29 марта (8 апреля) 1662 — 14 (25) декабря 1713) — незамужняя, приняла монашеский постриг с именем Сусанна (1698).
  -  Симеон (3 (13) апреля 1665 — 18 (28) июня 1669) — умер ребёнком.
  -  Иван V (27 августа (6 сентября) 1666 — 29 января (8 февраля) 1696) — царь (вместе с Петром Ι) (1682—1696).
  -  Евдокия (младшая) (26 февраля (8 марта) 1669 — 28 февраля (10 марта) 1669) — умерла во младенчестве.
- Наталья Кирилловна Нарышкина (3 ребёнка):
  -  Пётр I (30 мая (9 июня) 1672 — 28 января (8 февраля) 1725) — последний русский царь вместе с Иваном V (1682—1721) и первый Император Всероссийский (1721—1725).
  - Наталья (22 августа (1 сентября) 1673 — 18 (29) июня 1716) — незамужняя.
  -  Феодора (4 (14) сентября 1674 — 28 ноября (8 декабря) 1678)

## Прочие сведения

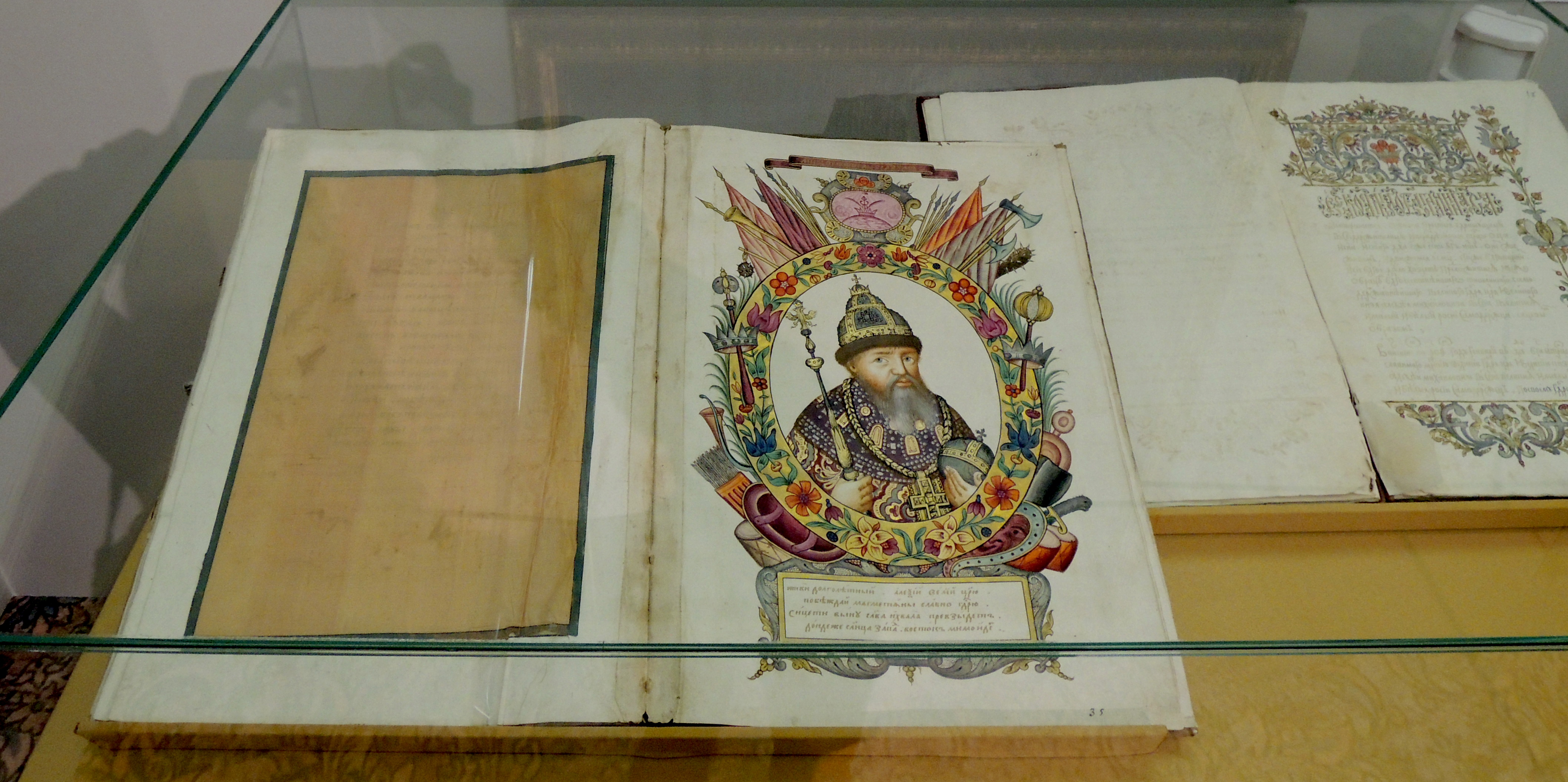
Родословие Лаврентия Хурелича 1673 г. с портретом царя Алексея

Любимым развлечением Алексея Михайловича была игра в шахматы (и другие близкие им настольные игры: тавлеи, саки…). На картине российского художника Вячеслава Шварца «Сцена из домашней жизни русских царей» (1865) предстаёт царь Алексей Михайлович, играющий в шахматы с боярином.
В детстве Алексей Михайлович получил хорошее музыкальное образование. В зрелом возрасте он сочинял церковные песнопения. Из них сохранилась только стихира «Достойно есть», написанная в стиле, близкому к раннеитальянскому мадригалу (или, иначе, «венецианском») — вероятно, перенятым московским двором в эту эпоху из традиции, бывшей в ходу на Украине (земли, принадлежавшие либо подвергшиеся культурному влиянию Речи Посполитой), где этот стиль, в силу католического влияния, имел распространение. Стихира вошла в репертуар мужского хора издательского Отдела Московской патриархии «Древнерусский распев».
Имел общего предка с последними монархами из династии Рюриковичей, а именно: Иван III, Василий III, Иван Грозный, Фёдор I, как и любые их потомки.
Предметы работы аугсбургского мастера Иоганна Генриха Маннлиха, привезённые в 1675 году в дар Алексею Михайловичу от германского императора Леопольда I (богато украшенные рукомой и лохань из пластин горного хрусталя) представлены в экспозиции Оружейной палаты (зал 5, витрина 38).

## Память

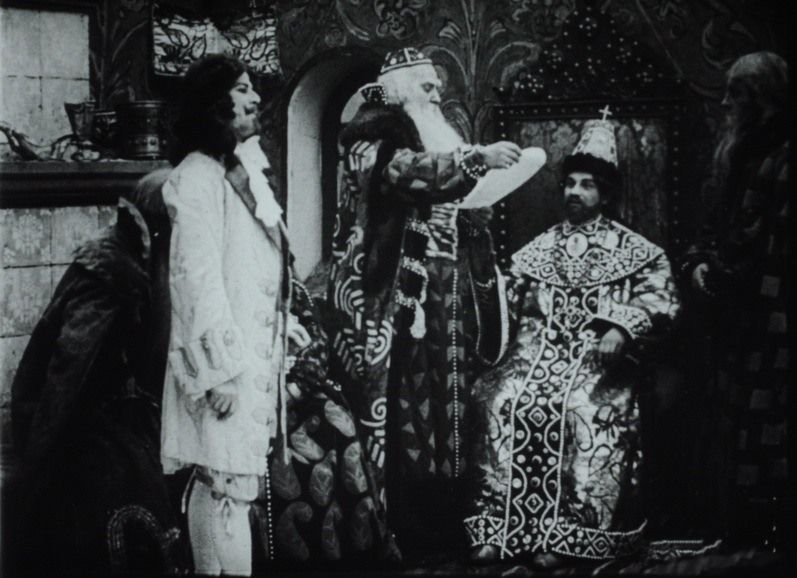
Шведский посол, Борис Морозов и Алексей Михайлович. Кадр из художественного фильма «Трёхсотлетие царствования дома Романовых».

### Памятники
- В августе 2010 года в Новом Осколе открыт памятник основателю города царю Алексею Михайловичу.

### Кинематограф
- 1913 — «Трёхсотлетие царствования дома Романовых» (исполнитель роли — Владимир Попов)
- 1939 — «Степан Разин» (исполнитель роли — Пётр Леонтьев)
- 1956 — «Триста лет тому…» (исполнитель роли — Владимир Иванов)
- 1988 — «Гулящие люди» (исполнитель роли — Илья Гурин)
- 2006 — «Богдан-Зиновий Хмельницкий» (исполнитель роли — Денис Кокарев)
- 2011 — «Раскол» (исполнитель роли — Дмитрий Тихонов)
- 2013 — «Романовы. Фильм первый» (исполнитель роли — Александр Горелов)

### Филателия
- В честь трёхсотлетия династии Романовых по заказу Главного управления почт и телеграфов 1 января 1913 года была выпущена первая и единственная коммеморативная серия почтовых марок Российской империи. На марках копеечных номиналом были помещены портреты монархов дома Романовых, в том числе на почтовой марке в 25 копеек — Алексей Михайлович[24].

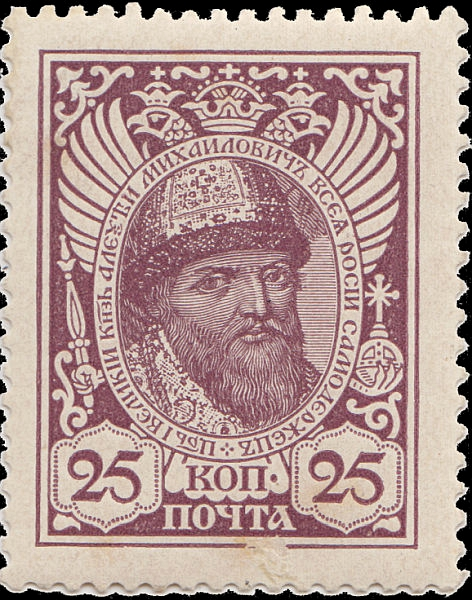
Почтовая марка Российской империи, 1913 года. 25 коп. Из коммеморативной серии. Царь Алексей Михайлович.

## Образ в литературе
Царь Алексей Михайлович — один из главных героев исторического романа Виктора Кокосова «Струги на Неве» (2018), посвящённого русско-шведской войне 1656—1658 годов.